# 幻想生活
《幻想生活》是一款由Brownie Brown，Level-5和h.a.n.d.联合开发在任天堂3DS平台上的動作角色扮演遊戲。本作于2012年12月27日在日本地区由Level-5发售；在2014年的任天堂E3游戏展前网络发布会上，宣布本作的欧美版本于2014年10月发售。

## 游戏概况
《幻想生活》是一款动作角色扮演游戏，玩家将从扮演一名王国的卫士开始，探索未知的瑞维利亚（Reveria）大陆。游戏最大的特色是允许玩家在12个职业生活中自由选择，而每种职业生活都对应了不同的游戏方式以及内容。

## 开发历史
《幻想生活》最早在2009年8月25日的“LEVEL5 VISION 2009”发布会上公布的，平台为任天堂DS；因为《地球冒险3》的开发商Brownie Brown（现1-UP工作室）的加入，使得本作的最早公布的画面风格与《地球冒险3》极为相像；当时Level5计划将于2010年发售本作。在之后举行的2009年东京电玩展上，Level-5为参加试玩的观众派送了自家的任天堂DS游戏新作试玩版卡带，该卡带中包括了《二之国》、《閃電十一人2 威脅的侵略者》以及《雷頓教授與魔神之笛》三款作品的试玩版。而《雷顿教授与魔神之笛》的试玩版中则包括了“雷顿教授的伦敦生活”内容。该内容为《幻想生活》与《雷顿教授》系列的交叉宣传，该内容由Brownie Brown制作，所以游戏风格保持了《幻想生活》的二维平面风格。然而最终《幻想生活》并没有如期在任天堂DS上发售。在此之后，有关本作的消息销声匿迹；直到2010年10月20日召开的“LEVEL5 VISION 2010”发布会上，Level-5宣布本作将转移平台，有原先的任天堂DS平台转至任天堂的新掌机任天堂3DS上。在发布会上也展出了游戏的最新影像，游戏风格由最早的二维平面风格改为了三维立体风格；由于本作因为推倒重做的缘故，Level-5预估本作将延期至2011年发售。
本作的CG动画由神风动画负责制作。游戏的欧美版本由任天堂北美的树屋小组负责本地化工作，并在2014年的E3游戏展上公布了本作的美版详细信息和试玩展示。

### 音乐
《幻想生活》邀请到了日本著名音乐制作人植松伸夫担任本作音乐的作曲。游戏发售了两张音乐原声碟：包含了游戏原声的（Fantasy Life Original Sound Track）以及包含了游戏中各个职业的主题曲的（Fantasy Life Theme Song Collection）。两张游戏原声都在2013年3月13日在日本地区发售。

## 扩展内容
《幻想生活》在日本率先推出了资料片《幻想生活 Link！》（日語：ファンタジーライフ LINK!）。在该资料片中，游戏加入了多人在线联机游戏的功能，和新的游戏内容。而该作仅在日本地区推出，而欧美地区所发售的《幻想生活》中已包含了该资料片的内容，不过需要玩家以追加下载内容的方式付费解锁。该资料片由从原Brownie Brown工作室出走的成员新组建的Brownies Games（株式会社ブラウニーズ）负责开发。

## 评价
| 汇总媒体     | 得分   |
| ------------ | ------ |
| GameRankings | 74.06% |
| Metacritic   | 73/100 |

| 媒体           | 得分   |
| -------------- | ------ |
| Destructoid    | 8/10   |
| Eurogamer      | 6/10   |
| Game Informer  | 6/10   |
| GameSpot       | 6/10   |
| IGN            | 8/10   |
| Polygon        | 5.5/10 |
| 游戏机实用技术 | 25/30  |
| Fami通         | 35/40  |

《幻想生活》总体上获得了还算正面的业界评价。日本权威游戏杂志《FAMI通》给出了35分（满分40分）的评价，并进入白金殿堂。中国大陆的《游戏机实用技术》给出了25分（满分30分）的评价，并获得“热血推荐”。相对亚洲媒体对本作的青睐，欧美的游戏媒体则对本作评价不一。
在商业上，《幻想生活》在日本已銷售超過30萬套。而截至2015年4月，本作在全球范围内已售出超过100万套。

## 续作
Level-5在2015年4月7日召开的发布会上正式宣布了本作的续作《幻想生活2》，并宣布该作将登陆智能手机平台。2016年10月21日宣佈更名為《幻想生活ONLINE》，原本预计于2017年中旬开始提供下载，后延期到2018年夏季上线。2021年12月15日停止运营。
2023年2月，Level-5在任天堂直面会上公布了新作《幻想生活i 轉圈圈的龍和偷取時間的少女》（ファンタジーライフｉ グルグルの竜と時をぬすむ少女），计划将登陆任天堂Switch平台，並全面中文化，游戏由Level-5在2017年收购的子公司Level-5 Comcept开发。随后该作也受数次延期影响，最终拟定于2025年5月22日发售，不再为任天堂Switch独占游戏，登陆Microsoft Windows、任天堂Switch、PlayStation 5、PlayStation 4、Xbox Series X/S平台。